# مویست
مویست (به انگلیسی: Moist) نام یک گروه موسیقی راک کانادایی‌ست که بار اول در سال ۱۹۹۲ تشکیل شد. این گروه متشکل از دیوید آشر (خواننده اصلی)، مارک ماکووی (نوازنده اصلی گیتار)، جاناتان گالیوان (گیتار)، کوین یانگ (کیبورد)، فرانسیس فیلیون (درام) و لویی لالانست (بیس) است.
درامر اولیه گروه «پل ویلکاکس» گروه را قبل از غیرفعال شدن در سال ۲۰۰۰ ترک کرد و بیسیست اولیه «جف پییرس» به فاصله کوتاهی پس از فعالیت مجدد گروه در سال ۲۰۱۴ از گروه جدا شد.

بعد از پخش مستقل کاست گروه در سال ۱۹۹۳ گروه با شرکتایمی قرارداد بست و پس از پخش سه آلبوم بلند رسمی در دهه نود به عنوان نماد فرهنگی موسیقی کانادایی شناخته شد.

پس از انتشار یک آلبوم تلفیقی در سال ۲۰۰۱ گروه بدون تصمیم قبلی به مدت بیش از ده سال فعالیت خود را کنار گذاشت و در ژوئن ۲۰۱۳ دوباره رسماً فعالیت خود را از سر گرفت و به فاصله کوتاهی پس از شکل‌گیری مجدد، آلبوم چهارم خود به نام «شکوه زیر آسمانهای خطرناک» (به انگلیسی: Glory Under Dangerous Skies) در ۷ اکتبر ۲۰۱۴ منتشر کرد.

## شرح حال

### دوره اول: ۱۹۹۲–۲۰۰۱
گروه مویست در پاییز ۱۹۹۲ در شهر ونکوور استان بریتیش کلمبیا شکل گرفت. مارک ماکووی و جف پییرس یکدیگر را در زمان دانشجویی در دانشگاه کویینز در شهر کینگستون در استان انتاریو ملاقات کرده، سپس به ونکوور رفته بودند. در همان‌جا بود که طرح اولیه گروه شکل گرفت. کوین یانگ و دیوید آشر هم به قصد تحصیل در دانشگاه از شهر کینگستون به ونکوور آمده بودند. ترکیب اولیه گروه در حال تجزیه بود که این چهار نفر تشکیل گروه داده و به اجرا پرداختند. یک دوست مشترک آن‌ها را به «پل ویلکاکس» درامر معرفی کرد. پس از آن آن‌ها به سرعت ترانه‌هایی را برای یک کاست مستقل نوشته و آن را ضبط کردند.
موسیقی آن‌ها متأثر از آثار مدرن سیاتل مانند ساوندگاردن، پرل جم، نیروانا، آلیس این چینز و مادهانی (به انگلیسی: Mudhoney) بود.

تا سال ۱۹۹۳ گروه عمدتاً مشغول نوشتن موسیقی برای جذب مخاطب بیشتر و پخش گسترده‌تر بود. در ژانویه ۱۹۹۴ اولین آلبوم بلند خود را به نام «نقره» پخش کرد. فروش بالای این آلبوم باعث امضای قرارداد گروه با کمپانی کانادایی موسیقی ای‌ام‌آی شد. این آلبوم به کمک آهنگ‌های قویی مانند فشار (به انگلیسی: Push)، نقره (به انگلیسی: Silver) و باورم کن (به انگلیسی: Believe Me) به فروش بالای ۴۰۰٬۰۰۰ نسخه در کانادا دست یافت. آن‌ها همچنین در کشورهای آمریکا، انگلیس، آلمان و تایلند هم موفق بودند.

اواخر سال ۱۹۹۶ دومین آلبوم گروه با نام مخلوق (به انگلیسی: Creature) با فروش بالای ۳۰۰٬۰۰۰ نسخه و دریافت بازخوردهای مثبت منتشر شد. از ترانه‌های معروف این آلبوم می‌توان به «کاری بهش نداشته باش» (به انگلیسی: Leave It Alone)، «رستاخیز» (به انگلیسی: Resurrection)، «نارنگی» (به انگلیسی: Tangerine) و «بنزین» (به انگلیسی: Gasoline) اشاره کرد که همه در رده‌های بالای جدول ماچ‌میوزیک (به انگلیسی: MuchMusic) قرار گرفتند. نسخه ریمیکس نارنگی هم در رادیو و هم کانال ماچ میوزیک بسیار موفق بود.

پس از دومین آلبوم دیوید آشر اولین آلبوم مستقل خود را به نام آهنگ‌های کوچک (به انگلیسی: Little Songs) منتشر کرد.

در اوایل ۱۹۹۹ گروه سومین آلبوم بلند خود «مرسدس ۵ و ده سنتی» (به انگلیسی: Mercedes 5 and Dime) را ضبط کرد که تن آرام و غمگینی داشت. آلبوم در تابستان ۱۹۹۹ در کانادا و در سال ۲۰۰۰ در آمریکا پخش شد. از آهنگ‌های معروف این آلبوم می‌توان به «نفس بکش» (به انگلیسی: Breathe)، «زیرزمینی» (به انگلیسی: Underground) و «میاد و میره» (به انگلیسی: Comes and Goes) اشاره کرد. پل ویلکاکس درامر گروه، حین برگزاری تور برای تبلیغ از ابن آلبوم دچار آسیب از ناحیه کمر شد و نتوانست در اجرای نهایی گروه حضور یابد. وی سپس اعلام کرد که قصد دارد گروه را ترک کرده با دنیای موسیقی خداحافظی کند.

گروه در سال ۲۰۰۱ یک آلبوم تلفیقی و یک دی‌وی‌دی به نام «ماشین سوراخ‌کن» (به انگلیسی: Machine Punch Through) پخش کرد و پس از آن به مدت دوازده سال دست از فعالیت کشید.

### دوره دوم: ۲۰۰۱–۲۰۱۳
دیوید آشر به فعالیت‌های مستقل فردی خود در طول این سال‌ها ادامه داد. وی هفت آلبوم مستقل دارد که عبارتند از مدار صبح (۲۰۰۱) (به انگلیسی: Morning Orbit)، توهم (۲۰۰۳) (به انگلیسی: Hallucinations)، اگر خدا قوس داشت (۲۰۰۵) (به انگلیسی: If God Had Curves)، پرنده‌های عجیب (۲۰۰۷) (به انگلیسی: Strange Birds)، بیدار شو و خداحافظی کن (۲۰۰۸) (به انگلیسی: Wake Up and Say Goodbye)، جلسات آخرین مایل (۲۰۱۰) (به انگلیسی: The Mile End Sessions) و آهنگ‌های آخرین روز زمین (۲۰۱۲) (به انگلیسی: Songs from the Last Day on Earth).

مارک ماکووی نیز یک کتاب راهنمای موسیقی بنام «انجیل گروه ایندی» منتشر کرد و به کار تهیه و میکس آلبوم ادامه داد. جف پیرس گروه «رای» (به انگلیسی: RYE) را تشکیل داد و آلبوم گرگ‌ها را از طریق کمپانی میپل نیشن‌واید (به انگلیسی: Maple Nationwide) پخش کرد و کوین یانگ به عنوان یک نویسنده مستقل با دیوید آشر در تورها همکاری می‌کرد.

### دوره سوم ۲۰۱۳ - اکنون
۱۵ جون ۲۰۱۳ گروه روی وبسایت رسمی خود خبر از فعالیت مجدد داد و اعلام کرد که با همکاری فرانسیس فیلیون به عنوان درامر در نوامبر و دسامبر همان سال به اجرای تور خواهد پرداخت. در این پیام همچنان اشاره شد که اعضای گروه در استودیو مشغول کار روی ایده‌های جدید هستند.

اولین ترانه گروه پس از سیزده سال بازخوانی آهنگ گرگ لیک با نام "من به پدر کریسمس معتقدم" (به انگلیسی: I Believe in Father Christmas) بود که در دسامبر ۲۰۱۳ از سی‌بی‌سی میوزیک پخش شد.

تور "میست - رستاخیز" که اشاره به آهنگ معروف گروه یعنی "Resurrection" دارد، در ۲۸ نوامبر ۲۰۱۳ در شهر لندن در استان انتاریو آغاز و در ۱۹ دسامبر ۲۰۱۳ در کالگری استان آلبرتا پایان یافت. در این تور جاناتان گالیوان ((انگلیسی|Jonathan Gallivan}} به عنوان گیتاریست دوم به گروه اضافه شد.

در زانویه ۲۰۱۴ گروه کار روی یک آلبوم جدید را در مونترال آغاز کرد. در این زمان جف پیرس باسیست گروه اعلام کرد که به دلیل تولد فرزندش به مدت نامعلومی گروه را ترک می‌کند.

در ۲۶ زانویه ۲۰۱۴ ضبط آهنگ‌های جدید در استودیو آغاز شد و در ۳۱ زانویه ۲۰۱۴ اسامی آهنگ‌های جدید در صفحه فیس‌بوک گروه اعلام شد که شامل "هنوز به پایین نگاه نمی‌کنم" (به انگلیسی: Still I Won't Look Down) و "زنده می‌شود" (به انگلیسی: Comes to Life) بود. اول فوریه ۲۰۱۴ دو آهنگ جدید دیگر به نام‌های "ما آب هستیم" (به انگلیسی: We are Water) و "خورشد میاید" (به انگلیسی: Comes the Sun) هم اعلام شد.

نام این آلبوم "شکوه زیر آسمانهای خطرناک" (به انگلیسی: Glory Under Dangerous Skies) بود که بدون در نظر گرفتن کاست مستقل ۱۹۹۳ و آلبوم تلفیقی ۲۰۰۱ چهارمین آلبوم بلند و رسمی گروه محسوب می‌شود.
چ
در ۱۵ می ۲۰۱۴ گروه اعلام کرد که قرارداد جدیدی با کمپانی یونیورسال میوزیک کانادا بسته است. در همین راستا ترانه جدید گروه با نام "مکانیکی" ((انگلیسی|Mechanical}} روز ۲۳ می ۲۰۱۴ از رادیو و سپس در ۲۷ می در آی‌تیونز پخش شد.

## اعضای گروه

### اعصای فعلی
- دیوید آشر (به انگلیسی: David Usher)، خواننده اصلی، ۱۹۹۲ – ۲۰۰۱ و ۲۰۱۳ - اکنون
- مارک ماکووی (به انگلیسی: Mark Makoway)، نوازنده اصلی گیتار، ۱۹۹۲ – ۲۰۰۱ و ۲۰۱۳ – اکنون
- کوین یانگ (به انگلیسی: Kevin Young)، کیبورد، ۱۹۹۲ – ۲۰۰۱ و ۲۰۱۳ – اکنون
- جاناتان گالیوان (به انگلیسی: Jonathan Gallivan)، گیتار، ۲۰۱۳ – اکنون
- فرانسیس فیلیون (به انگلیسی: Francis Fillion)، درام، ۲۰۱۳ – اکنون
- لویی لالانست (به انگلیسی: Louis Lalancette) گیتاربیس، ۲۰۱۴ – اکنون

### اعضای پیشین
- جف پییرس (به انگلیسی: Jeff Pearce)، گیتاربیس، ۱۹۹۲ – ۲۰۰۱ و ۲۰۱۳ – ۲۰۱۴
- پل ویلکاکس (به انگلیسی: Paul Wilcox)، درام، ۱۹۹۲ – ۲۰۰۰